# 車頂上的玄天上帝
《車頂上的玄天上帝》（英語：Be with me）是於2023年上映的臺灣電影。電影由黃文英導演，林依晨、周渝民、阮經天、張孝全領銜主演。榮獲第60屆金馬影展開幕片、入選夏威夷國際影展、香港亞洲電影節。

## 演員
| 演員   | 角色   | 角色介紹         |        |
| ------ | ------ | ---------------- | ------ |
| 周渝民 | 傅春山 | 建築師           | 男主角 |
| 周渝民 | 黃日興 | 芙月阿公         |        |
| 林依晨 | 黃芙月 | 電影美術指導     | 女主角 |
| 阮經天 | 聿先生 | 古董富商         |        |
| 唐美雲 |        | 芙月媽媽         |        |
| 林鉅   | 黃永歆 | 芙月爸爸         |        |
| 張絡扉 | 小芙月 | 日興孫女         |        |
| 張孝全 |        | 日興好友孫子     |        |
| 段鈞豪 |        | 飛機技師(滿州人) |        |
| 莊凱勛 |        | 日興好友         |        |
| 方宥心 |        | 日興老婆         |        |
| 管罄   |        | 歌者             |        |
| 李千娜 |        | 歌者             |        |
| 蕭雅全 |        | 劇中導演         |        |
| 陳家逵 | 黃文況 | 芙月哥哥         |        |

## 製作

### 拍攝地點
嘉義：嘉義公園、嘉義火車站、嘉新大飯店、樹木林、「昭和18」、東市場、嘉義城隍廟、嘉義市立美術館、嘉義圓環中央噴水池 （页面存档备份，存于）、廣明軒佛具社
南投松柏嶺受天宮
台中霧峰林家花園、東海大學 （页面存档备份，存于）
新北坪林秘境－翡翠之眼
台北大稻埕老宅咖啡廳AKA café、大三元酒樓 （页面存档备份，存于）

## 票房
依照國家電影及視聽文化中心公告之全國電影票房2024年01/15-01/21統計資訊，截至2024年1月21日，車頂上的玄天上帝的累積銷售票數為53,627張；累積銷售金額為12,600,025元。

## 獎項
| 年份 | 頒獎典禮         | 獎項         | 入圍者         | 結果 |
| ---- | ---------------- | ------------ | -------------- | ---- |
| 2024 | 第26屆台北電影獎 | 最佳男主角   | 周渝民         | 提名 |
| 2024 | 第26屆台北電影獎 | 最佳視覺效果 | 楊淙舜、潘胤余 | 提名 |

## 資料來源
1. ↑  【娛樂透視】《車頂上的玄天上帝》信仰牽引記憶　3代家族故事點滴積累情懷 （页面存档备份，存于） 鏡週刊 2023年11月18日
2. ↑  . 國家電影中心. 2024-10-30  [2024-04-27]. （原始内容存档于2022-10-02）.
3. ↑  《車頂上的玄天上帝》10大動人金句：「庇蔭」就是不管發生什麼事情，都有人和妳作伴 （页面存档备份，存于） 2023.11.17 琅琅悅讀
4. ↑  . Yahoo News. 2023-11-20  [2023-11-24]. （原始内容存档于2023-12-24） （中文（臺灣））.
5. ↑  . www.hitoradio.com.   [2023-11-24]. （原始内容存档于2023-11-24）.
6. ↑  . 甲上娛樂 APPLAUSE.   [2023-11-24]. （原始内容存档于2023-11-24） （中文（臺灣））.
7. ↑  . filmtaichung.org.tw.   [2023-11-24]. （原始内容存档于2023-11-24） （中文（繁體））.
8. ↑  . www.filmcommission.taipei.   [2023-11-24]. （原始内容存档于2023-11-24）.
9. ↑  國家電影及視聽文化中心. . 每週票房公告. 中華民國電影票房資訊系統.   [2023-12-06]. （原始内容存档于2021-12-05）.

## 外部連結
- 互联网电影数据库（IMDb）上《車頂上的玄天上帝》的资料（英文）
- 台灣電影網上《車頂上的玄天上帝》的資料（繁體中文）